# 大改造!!劇的ビフォーアフター
『大改造!!劇的ビフォーアフター』（だいかいぞう!!げきてきビフォーアフター、英: That'S a DRAMATIC CHANGE!）は、朝日放送テレビ（ABCテレビ）・社員・ジャンプコーポレーションとの共同制作による、自宅として利用している戸建住宅のリフォーム（リノベーション）をテーマとした番組。テレビ朝日系列で2002年4月28日から2006年3月19日、および2009年4月26日から2016年11月27日までレギュラー放送されており、2006年4月から2009年3月までと2016年12月以降、不定期特番として放送されている。

## 番組概要
2002年4月28日にレギュラー放送を開始し、4年間放映された。2006年から約3年間のレギュラー放送休止期（この間は特別番組として不定期放送）を挟み、2009年4月26日からレギュラー放送再開。2016年11月27日放送分で、7年8か月間の二度目のレギュラー放送が終了となり、再び特別番組として不定期放送に戻る。
以下、本文においては、公式サイト上で2009年以降のレギュラー放送を「大改造!!劇的ビフォーアフター SEASON II」（シーズン・ツー、以下、「SEASON II」と表記）と説明しており、正式番組名もそうであることを踏まえ、2002年から2006年までのレギュラー放送についても便宜上「SEASON I」と表記することとする。
SEASON I時代から、ステレオ放送、字幕放送で、2007年9月30日のスペシャル（通算第134回）以降よりハイビジョン放送を開始。
「家族の問題を『リフォーム』で解決しませんか?」をコンセプトに、さまざまな物件の大改造を通して、再び“家族の絆&やすらぎ”を取り戻すことを目的とする番組。応募のあった一般視聴者の実際の物件を題材としており、ドキュメンタリー的要素を持つが、番組公式サイトでは「笑いあり、感動ありの家族応援バラエティ」と謳っているほか、番組制作を手がける朝日放送も本番組のジャンルをバラエティ番組に位置づけており、所謂リアリティ番組の要素を内包していることが示唆されている。
番組の基本的なフォーマットは、一般募集による「依頼主」の家族の悩み（その多くが家屋・住宅の構造が生活実態と合致していないこと）を解決すべく、『匠』（たくみ）と呼ばれる建築家（大抵は一級建築士資格保持者であるが、偶に一級建築士以外の建築士や大工なども登場する。過去に番組に登場した『匠』一覧は朝日放送テレビの公式HPに掲載されている。）が問題解決のための家屋・住居のリフォームの設計を手がけ、その施工（改築）の状況を建築技術を織り交ぜながら紹介し、最後に「依頼主」一家にリフォーム後の状況をお披露目するというものである。リフォームに要する費用は基本的に「依頼主」が全額支払うことになり、番組内で予算と実際の工事費が呈示されるが、この工事費には匠の設計費・デザイン料（通常は設計監理料として、建築費の10〜15%が請求される）が含まれていないことに加え、現場労務費を抑えるために番組スタッフ（時には「依頼主」自身も）が現場施工の補助を行うほか、古い家具のリメイクや廃材の利用（このことが「昔の家の思い出」として演出に生かされることになる）を積極的に行うことなどによるコストダウンによって、相場より低廉な価格に抑えており、通常は同等のリフォームを番組内で呈示された費用で行うことは困難である。なお、「依頼主」はリフォーム開始前に一時的に引越しをし、基本的にお披露目まではリフォーム内容が明かされない演出となっている。
番組は殆どの時間がリフォームのドキュメンタリーであり、章分けされて構成したものであった。一つの章が終わるとスタジオのトークがあり、クイズ形式で匠の技を推理し、ゲストに答えさせていた。
番組タイトルの「ビフォーアフター (Before-After)」は、もともと美容用語であったが、この番組の成功によってさまざまな番組・CM、美容・建築以外の業種などで用いられるようになった。番組タイトルの「ビフォーアフター」は2003年の新語・流行語大賞トップテンにも選ばれたが、選考理由としては、「ビフォーアフター」の他、声優・加藤みどりによるナレーションでの台詞「なんということでしょう!」〈毎回リフォーム完成後の家屋お披露目映像で加藤が用いる〉、「匠」を含めたものとして取り上げられている。
番組ではリフォームを依頼したい視聴者を常時募集しているため、依頼人は基本的に一般の視聴者であるが、稀に有名人がリフォームを依頼することがある（詳細後述）。なお、朝日放送や当番組を装って「リフォーム工事をさせてほしい」とする詐欺電話による被害が相次いでいることから、番組では「悪質なリフォーム詐欺にご注意ください!!朝日放送テレビから、工事の勧誘をご連絡することはございません」との注意書きを記述している。一部地域とBS朝日では現在も再放送が行われている。

## 放送リスト
【凡例】
特 = 特別編
AA = アフターアフタースペシャル
大賞20xx = 匠が選ぶビフォーアフター大賞
| 放送回                | 放送日         | 備考(サブタイトル) |
| --------------------- | -------------- | --- |
| 1                     | 2002年4月28日  | 築40年の古家を天才建築家が奇跡のリフォーム▽衝撃!壁をブチ抜き巨大リビング誕生▽究極のキッチンに妻が感涙 |
| 2                     | 2002年5月5日   | リビングに子供部屋が突然誕生!今夜も奇跡のリフォーム▽収納の魔術師がキッチンを大変身!!家族はあ然 |
| 3                     | 2002年5月12日  | 狭い!!3畳寝室にあふれる家具・孝行リフォームで祖父が感動の涙▽物置小屋がおしゃれウッドデッキに |
| 4                     | 2002年5月19日  | 築160年・江戸時代の蔵を米国人建築家がリフォーム!!お宝続出で工事中断▽亡き父の形見復元で娘感涙 |
| 5                     | 2002年5月26日  | 衝撃の超過激リフォーム!!天井破壊に悲鳴!!▽幅90センチの縁側が素敵な寝室に▽南欧カフェ風キッチン出現▽光る廊下 |
| 6                     | 2002年6月2日   | 狭い家!!4畳にグランドピアノと親子6人が…革命!!空間魔術リフォーム▽動く個室に子供たち大喜び |
| 特一                  | 2002年6月9日   | リフォーム裏側5連発 奇跡のリフォーム5連発!!裏話SP▽親子が大ゲンカ工事中断の危機▽革命快適キッチン&収納の魔術 |
| 7                     | 2002年6月23日  | 父母が食堂で眠る家!!奇跡の孝行リフォームで感涙▽物置が料亭風玄関に変身▽快適キッチン収納術 |
| 特二                  | 2002年6月30日  | 洋服リメイク 和服が記念日ドレスに▽結婚衣装がおしゃれ変身 |
| 8                     | 2002年7月7日   | 危ない!!屋根の上で洗濯する母2世帯住宅リフォーム▽奇跡の収納!!動く壁▽大ハプニング!!妻が出産 |
| 9                     | 2002年7月14日  | 足に負担のかかる家▽3畳物置がリフォームで…快適空が見える浴室に変身▽廃材でおしゃれダイニング▽身体を癒やす寝室 |
| 10                    | 2002年7月21日  | 長男がベランダで寝る家▽150足の靴と8匹のネコが占領▽雨漏り!!シロアリ続々発覚…リフォーム中止 |
| 11                    | 2002年7月28日  | 寝るだけの家▽6畳ワンルームマンションが…2LDKに衝撃変身▽床も壁も動く!?奇跡の収納▽世界最小のリビング |
| 12                    | 2002年8月11日  | 方角に惑わされた家▽えっ玄関になぜ風呂が!?方角に惑わされた奇妙な家▽畳が動く!!快適リビング▽レンガで南欧風の庭園 |
| 特三                  | 2002年8月18日  | 洋服リメイク（2） 妻が悲鳴80万円毛皮がバラバラに!!洋服リフォームで大変身▽祖母の着物が世界で一着のお出掛け服に |
| 13                    | 2002年9月1日   | 優しく介護ができない家▽壁が消えた!!介護に優しい快適マンションリフォーム▽白木の癒やしダイニング▽移動式おしゃれ収納 |
| 14                    | 2002年9月8日   | 広くて狭い家▽超過激!!天井・壁・屋根すべて完全破壊リフォーム!!ビル谷間の築40年12坪一戸建てが新築に奇跡変身 |
| 特四                  | 2002年9月15日  | 地上波本放送はこの回まで19:56開始の58分枠。 廃材再生スペシャル▽粗大ゴミで超豪華リビング完成奇跡の家具再生33連発!ガラス戸がテーブルに変身▽床材でおしゃれ照明 |
| 15                    | 2002年9月22日  | 2時間スペシャル 後年、第24回および第25回およびアフターアフタースペシャル1およびアフターアフタースペシャル5にて再取材。 大家族7男4女ペット21匹の感動リフォーム!定員オーバーの家▽子供達みんなが工事に大活躍!!父母は感激で涙涙▽巨大ダイニング完成!!家族皆そろって初めての夕食▽まるで高級旅館!!紅葉を望むヒノキ風呂に大騒ぎ▽空中に浮く奇跡の子供部屋 |
| 16                    | 2002年10月20日 | 地上波本放送はこの回より19:58開始の56分枠。 夫が立ち上がれない家▽狭い家にボウ然!!南アフリカ人193センチの夫は帰国寸前!奇跡リフォームで巨大空間▽花が広がる展望風呂 |
| 17                    | 2002年10月27日 | 後年、アフターアフタースペシャル3にて再取材。 引き裂かれた家▽家の中でどしゃ降りが…築50年天井のない奇妙な家!?▽工事開始で父が突然の大号泣!!リフォーム中止? |
| 18                    | 2002年11月3日  | 後年、アフターアフタースペシャル2にて再取材。 かつて銭湯だった家▽築70年!!オンボロ銭湯が老夫婦夢の家に変身▽大浴場が吹き抜けリビングに▽番台でおしゃれキッチン |
| 19                    | 2002年11月10日 | 2007年12月21日DVD発売（第二巻Aパートに収録） 三角形の家▽今夜の家は三角形!!しかも9坪最悪空間▽風呂は外!?家族は窓から入浴▽奇跡!!小さな家が豪邸に変身!! |
| 20                    | 2002年11月17日 | 突然目に難病が…床も柱も危険なワナ▽音・光・風を感じる奇跡の空間▽夫感動!!光の道標と屋上庭園 |
| 21                    | 2002年11月24日 | 狭すぎる家の幅は歩いて3歩!!220歳高齢トリオの家▽暗い長屋に太陽のリビング▽階段に(秘)仕掛けが |
| 22                    | 2002年12月1日  | 後年、アフターアフタースペシャル3にて再取材。 2007年12月21日DVD発売（第二巻Bパートに収録） 今夜の家はたった8畳…家族は台所で入浴!!身動きできない最悪空間▽収納マジックで10坪の豪邸誕生 |
| 23                    | 2002年12月8日  | 今夜の家は全長50メートル!!あまりにも細長い家▽遠くて疲れる…トイレは外に!!▽亡き夫の思い出復活号泣 |
| 24                    | 2002年12月15日 | 後年、第25回およびアフターアフタースペシャル1およびアフターアフタースペシャル5にて再取材。 6男3女大家族!!感動リフォーム第2弾▽小さな裏庭が欧風庭園に!!廃材利用格安▽四男が活躍…母感涙 |
| 25                    | 2003年1月12日  | 後年、アフターアフタースペシャル1およびアフターアフタースペシャル5にて再取材。 6男3女大家族!!感動リフォーム完結編▽予算100万廃材で格安変身▽庭に子供達の楽園誕生…父号泣 |
| 26                    | 2003年1月19日  | 後年、第195回にて再取材。 2007年12月21日DVD発売（第二巻Cパートに収録） 今夜の家は9坪!!なんと玄関がトイレ…最悪の空間!!▽真っ暗な家に光の壁▽動く床で奇跡の収納誕生 |
| 27                    | 2003年1月26日  | 台所から食堂へ…料理を持って空を飛ぶ母!!築100年奇妙な家▽10年開かず納戸▽空中に浮く奇跡照明 |
| 特五                  | 2003年2月2日   | 未公開!!完全保存版!匠の技スペシャル!!▽奇跡の収納&再生術&裏技▽家族の思い出が復活…号泣 |
| 28                    | 2003年2月9日   | 2階から家族が落ちる家…傾斜60度!!恐怖の急階段▽なぜ!?9坪に玄関3つ▽妻号泣…節約リフォーム |
| 29                    | 2003年2月16日  | 今夜の家はなんと4畳半…毎日雨漏りする最悪空間!!▽真っ暗なリビングに太陽の庭▽奇跡の巨大収納 |
| 30                    | 2003年2月23日  | 築160年江戸末期の家…天井に謎の部屋が次々出現!!▽五右衛門ぶろが奇跡の変身▽光の2世帯住宅誕生 |
| 31                    | 2003年3月2日   | 家族15人が2畳で食事!?居間が狭すぎる家▽幅30センチ!!母が横歩きする台所▽奇跡の動く寝室…父が感激 |
| 32                    | 2003年3月9日   | 風呂まで歩いて15分!!トイレは長さ3メートル…8坪の奇妙な家▽障子が消える…奇跡リビング▽太陽の風呂 |
| 33                    | 2003年3月16日  | 2007年12月21日DVD発売（第四巻Aパートに収録） 1階6畳、2階6畳!!極狭な一戸建て…布団もひけない最悪空間▽奇跡のベランダ&ロフト誕生!!妻感涙 |
| 34・35                | 2003年4月13日  | 2本連続放送 2時間スペシャル （南北リフォームスペシャル）北海道&沖縄…南北の2軒を奇跡リフォーム▽積雪3メートル!!倒壊寸前雪に埋まった10坪の家vs窓の外はすべて壁!?南国なのに太陽が入らない家▽歩いて3分!!遠すぎる2階に挑む▽涙の北欧風バスルーム壁が光る!!史上最大の収納                                                                                |
| 36                    | 2003年4月27日  | 後年、アフターアフタースペシャル4にて再取材。 片づけが絶対不可能な家…8坪しかも収納ゼロ▽奇跡!消える子供部屋▽空中に巨大キッチン収納が誕生 |
| 37                    | 2003年5月4日   | トイレと風呂が食堂にある家!!わずか4畳の最悪空間▽光の床でリビング収納▽奇跡!!仕掛け天井出現 |
| 38                    | 2003年5月11日  | 43歳高齢出産…生まれる子供に危険な家▽母が落ちる急階段▽柱が動く奇跡リビング▽初出産に父の涙 |
| 39                    | 2003年5月25日  | 幅30センチの動けない台所!!天井に木が生えた最悪風呂…孫を呼べない10坪の家▽床が延びる奇跡リビング |
| 40                    | 2003年6月1日   | 歩くと揺れる床!!スキ間だらけの壁…大正時代のレトロすぎる家▽奇跡の収納からくり扉▽癒やしの庭園 |
| 特六                  | 2003年6月8日   | 未公開!!リフォームウラ技SP▽奇跡のキッチン…妻涙▽床が動く超巨大収納▽160年前の秘蔵品を再生 |
| 41                    | 2003年6月22日  | 廃屋寸前京の町家を…嫁ぐ娘の家に奇跡リフォーム▽動くキッチン…消える和室▽癒やし空間!!光の庭 |
| 42                    | 2003年6月29日  | アトピーに安心な庭を!!奇跡の庭園リフォーム▽四季のテラス&家庭菜園▽超快適ウッドデッキに母涙 |
| 43                    | 2003年7月6日   | 娘が落ちる階段…命がけの台所元アパートの危険な家▽奇跡!!空中に浮かぶ子供部屋▽収納式キッチン |
| 特七                  | 2003年7月13日  | 匠の技スペシャル、過去に紹介した匠の技を一挙公開! |
| 44                    | 2003年7月20日  | 極狭12坪家族が廊下で眠る家!?タンスは家の外、洗濯は屋根の上…最悪空間▽史上最小の3LDK誕生 |
| 45                    | 2003年7月27日  | 今夜の家はデコボコ六角形!!柱乱立…床は段差だらけ、収納ゼロの極狭12坪▽奇跡!!疲れた母を癒やす家 |
| 46                    | 2003年8月3日   | 9畳一間に家族5人!!トイレは外、台所が寝室…超狭な家▽壁が回る奇跡のリビング▽消える子供部屋 |
| 47                    | 2003年8月10日  | 食事も寝るのも4畳半…天井に頭がつく極狭な台所!?築100年の最悪12坪▽夜には消える奇跡キッチン |
| 48                    | 2003年8月17日  | 倒壊寸前!母の思い出の9坪長屋!!屋根から雨漏り!!床に謎の洞穴を発見▽婚礼タンスが大収納キッチンに |
| 49                    | 2003年9月7日   | 巨大物置が窓を占領!!家族は台所の床で食事!?間取りがチグハグな家▽展望360度!?絶景リビング誕生 |
| 50                    | 2003年9月14日  | 後年、アフターアフタースペシャル2にて再取材。 史上最悪ジャングルと化した家、荒れ果てた草木!!転落する川▽水辺リゾート&快適屋外キッチンが誕生 |
| 51                    | 2003年10月5日  | 2時間スペシャル 史上最大のリフォーム築300年の古民家再生▽屋根にキノコ、便所に竹が生える最悪空間▽タクミに衝撃!!入るとおぼれる五右衛門風呂▽光の魔術…日だまりのリビング&キッチン▽癒やしのヒノキ風呂▽モダン和風の豪邸に母涙 |
| 52                    | 2003年10月19日 | 3畳台所で食事も入浴も!?傾斜60度の急階段…妻73歳夫62歳…新婚夫婦の家▽超快適リゾートキッチン |
| 53                    | 2003年11月2日  | |
| 54                    | 2003年11月16日 | |
| 55                    | 2003年11月23日 | |
| 56                    | 2003年11月30日 | |
| 57                    | 2003年12月7日  | 2007年12月21日DVD発売（第三巻Aパートに収録） |
| 58                    | 2003年12月14日 | |
| 59                    | 2004年1月11日  | |
| 60                    | 2004年1月18日  | 後年、アフターアフタースペシャル4にて再取材。 2007年12月21日DVD発売（第一巻Aパートに収録） |
| 61                    | 2004年1月25日  | |
| 62                    | 2004年2月1日   | |
| 63・64                | 2004年2月15日  | 2本連続放送 心機一転!豪華2本立て2時間スペシャル |
| 65                    | 2004年2月22日  | |
| 66                    | 2004年2月29日  | |
| 67                    | 2004年3月7日   | |
| 68                    | 2004年4月4日   | 2時間スペシャル 後年、アフターアフタースペシャル1にて再取材。 下宿屋再生 |
| 69                    | 2004年4月18日  | |
| 70                    | 2004年5月2日   | |
| 71                    | 2004年5月16日  | |
| 72                    | 2004年5月30日  | |
| 73                    | 2004年6月6日   | |
| 74                    | 2004年6月13日  | |
| 75                    | 2004年6月20日  | |
| 76                    | 2004年6月27日  | |
| 77                    | 2004年7月18日  | |
| 78                    | 2004年8月8日   | |
| 79                    | 2004年8月15日  | 2時間スペシャル 再婚大家族リフォーム |
| 80                    | 2004年8月29日  | |
| 81                    | 2004年9月5日   | 2007年12月21日DVD発売（第三巻Bパートに収録） |
| 82                    | 2004年9月12日  | 2007年12月21日DVD発売（第一巻Bパートに収録） |
| 83                    | 2004年9月19日  | 2007年12月21日DVD発売（第四巻Bパートに収録） |
| 84                    | 2004年10月17日 | 2時間スペシャル 離島の家リフォーム |
| 85                    | 2004年10月31日 | |
| 86                    | 2004年11月7日  | |
| 87                    | 2004年11月14日 | |
| 88                    | 2004年11月21日 | |
| 89                    | 2004年11月28日 | |
| 90                    | 2004年12月5日  | |
| 91                    | 2004年12月12日 | |
| 92・93                | 2005年1月9日   | 2本連続放送 冬の2時間スペシャル |
| 94                    | 2005年1月16日  | |
| 95                    | 2005年1月23日  | 2007年12月21日DVD発売（第一巻Cパートに収録） |
| 96                    | 2005年1月30日  | |
| 97                    | 2005年2月6日   | |
| 98                    | 2005年2月20日  | |
| 99                    | 2005年2月27日  | |
| 100                   | 2005年3月6日   | 放送100回記念特別番組 リフォーム100軒達成2時間スペシャル |
| 101                   | 2005年3月13日  | |
| 102                   | 2005年4月10日  | |
| 103                   | 2005年4月24日  | |
| 104                   | 2005年5月1日   | |
| 105                   | 2005年5月22日  | |
| 106                   | 2005年5月29日  | 後年、アフターアフタースペシャル2にて再取材。 |
| 107                   | 2005年6月5日   | |
| 108                   | 2005年6月12日  | 2007年12月21日DVD発売（第四巻Cパートに収録） |
| 特八                  | 2005年6月19日  | |
| 109                   | 2005年7月10日  | 2時間スペシャル 後年、アフターアフタースペシャル3にて再取材。 倒壊寸前!長屋再生 |
| 110                   | 2005年7月17日  | |
| 111                   | 2005年7月24日  | |
| 112                   | 2005年8月14日  | |
| 113                   | 2005年8月21日  | |
| 114                   | 2005年9月4日   | |
| 115                   | 2005年9月18日  | 後年、アフターアフタースペシャル1にて再取材。 |
| 116                   | 2005年10月2日  | 2時間スペシャル |
| 117                   | 2005年11月6日  | |
| 118                   | 2005年11月13日 | |
| 119                   | 2005年11月20日 | |
| 120                   | 2005年12月4日  | |
| 121                   | 2005年12月11日 | |
| 122                   | 2006年1月15日  | |
| 123                   | 2006年1月22日  | |
| 124                   | 2006年1月29日  | |
| 125                   | 2006年2月5日   | |
| 126                   | 2006年2月12日  | |
| 127                   | 2006年2月19日  | |
| 128                   | 2006年2月26日  | 2007年12月21日DVD発売（第三巻Cパートに収録） |
| 129                   | 2006年3月12日  | |
| 130                   | 2006年3月19日  | 第一期レギュラー放送時代最終回 2時間スペシャル 超狭小の家 |
| 131                   | 2006年10月8日  | 第一期単発特番時代第一弾 2時間スペシャル |
| 132                   | 2007年1月14日  | 第一期単発特番時代第二弾 新春2時間スペシャル |
| 133                   | 2007年4月14日  | 第一期単発特番時代第三弾 2時間スペシャル 後年、アフターアフタースペシャル4にて再取材。 |
| 134                   | 2007年9月30日  | 第一期単発特番時代第四弾 2時間スペシャル この回からハイビジョン制作となる。 |
| 135                   | 2008年1月13日  | 第一期単発特番時代第五弾 新春2時間スペシャル |
| 136                   | 2008年3月30日  | 第一期単発特番時代第六弾 2時間スペシャル |
| 137                   | 2008年9月28日  | 第一期単発特番時代第七弾 2時間スペシャル |
| 138                   | 2009年3月22日  | 第一期単発特番時代第八弾 2時間スペシャル 後年、アフターアフターアフター8にて再取材。 |
| 139                   | 2009年4月26日  | 第二期レギュラー放送時代初回 |
| 140                   | 2009年5月10日  | |
| 141                   | 2009年5月17日  | |
| 142                   | 2009年5月24日  | 後年、アフターアフタースペシャル6（アフターアフター探訪・真夏の京都探訪スペシャル）およびアフターアフタースペシャル8にて再取材。 |
| AA一                  | 2009年5月31日  | 第15回の登場物件・第24回の登場物件・第25回の登場物件・第68回の登場物件・第115回の登場物件をそれぞれ再取材。 |
| 143                   | 2009年6月7日   | 後年、アフターアフタースペシャル8にて再取材。 |
| 144                   | 2009年6月21日  | 物件144 扉に悩まされる家 |
| 145                   | 2009年6月28日  | |
| 146                   | 2009年7月5日   | |
| 147                   | 2009年7月19日  | |
| 148                   | 2009年7月26日  | |
| 149                   | 2009年8月2日   | 後年、第150回にて再取材。 |
| 150                   | 2009年8月9日   | 第149回の登場物件の再取材。 |
| 151                   | 2009年8月16日  | |
| AA二                  | 2009年8月23日  | 第18回の登場物件・第50回の登場物件・第106回の登場物件をそれぞれ再取材。 |
| 152                   | 2009年9月6日   | |
| 153                   | 2009年9月13日  | |
| 154                   | 2009年10月11日 | 2時間スペシャル |
| 155                   | 2009年11月1日  | 2時間スペシャル |
| 156                   | 2009年11月8日  | |
| AA三                  | 2009年11月15日 | 第17回・第109回・第22回の登場物件をそれぞれ再取材。 |
| 157                   | 2009年11月29日 | |
| 158                   | 2009年12月13日 | |
| 159                   | 2010年1月17日  | 2時間スペシャル |
| 160                   | 2010年1月24日  | |
| 161                   | 2010年1月31日  | |
| 162                   | 2010年2月7日   | 2時間スペシャル |
| 163                   | 2010年2月21日  | |
| 164                   | 2010年2月28日  | スペシャルゲスト:渡辺篤史 2時間スペシャル |
| 165・166・167（前編） | 2010年3月7日   | 3本連続放送 依頼人ゲスト:ナイツ・狩野英孝・小島よしお 有名人の実家 リフォーム相談スペシャル |
| 168                   | 2010年3月14日  | |
| 169                   | 2010年4月18日  | |
| 167（後編）           | 2010年4月25日  | 依頼人ゲスト:小島よしお |
| 170                   | 2010年5月9日   | 2時間スペシャル |
| 171                   | 2010年5月16日  | 後年、アフターアフタースペシャル6（アフターアフター探訪・真夏の京都探訪スペシャル）にて再取材。 物件171 縁側が脱衣所の家 |
| 172                   | 2010年5月23日  | |
| 173                   | 2010年6月27日  | 2時間スペシャル 物件173 外国人をもてなせない家 |
| 174                   | 2010年7月4日   | 地上アナログテレビ放送では、この回の本放送まで画角4：3にサイドカットして放送。 物件174 90歳の母を玄関で介護する家 |
| 175                   | 2010年7月18日  | 地上アナログテレビ放送では、この回から画角16:9レターボックスサイズでの放送となる。 物件175 タイムスリップする家 |
| 176                   | 2010年7月25日  | 後年、アフターアフタースペシャル6（アフターアフター探訪・真夏の京都探訪スペシャル）にて再取材。 物件176 裸で庭を駆け抜ける家 |
| 177                   | 2010年8月1日   | 未完結リフォーム 依頼人ゲスト:高橋ジョージ・三船美佳夫妻 物件177 祖母の帰宅を阻む家 |
| 178                   | 2010年8月1日   | 1時間40分スペシャル 物件178 台所が勝手口の外にある家 |
| 179                   | 2010年8月15日  | 物件179 自転車に閉じ込められた家 |
| 180                   | 2010年8月22日  | 物件180 玄関がお風呂の家 |
| 181                   | 2010年8月29日  | 物件181 代替りできない家 |
| 182                   | 2010年9月5日   | 物件182 階段でご飯を食べる家 |
| 183・184（その1）     | 2010年9月12日  | 依頼人ゲスト:Wエンジン（お笑いコンビ） 物件183 洗濯物が干せない家/物件184 バケツのお風呂に入る家 |
| 185                   | 2010年9月19日  | 物件185 八方ふさがりの家 |
| 186                   | 2010年10月3日  | この回をもって長年続いたレギュラーパネラー制度を廃止。物件186 孫が泊まれない家 |
| 187（前編）           | 2010年10月24日 | この回以降、スタジオパート出演者は司会の二人（所ジョージおよび江口ともみ）と週替わりのゲスト2組の体制となる。 物件187 つっかい棒で戸締りする家 |
| 187（後編）           | 2010年10月31日 | 物件187 つっかい棒で戸締りする家 |
| 188・189              | 2010年11月7日  | 2本連続放送 依頼人ゲスト:澤部佑（ハライチ）ほか 物件188 つかみどころのない家/物件189 憧れが落胆に変わった家 |
| 190                   | 2010年11月14日 | 物件190 おひさまが遠い家 |
| AA四                  | 2010年11月21日 | 第36回の登場物件・第60回の登場物件・第133回の登場物件をそれぞれ再取材。 ビフォーアフターのその後を訪ねる アフターアフタースペシャル |
| 191                   | 2010年12月5日  | 物件191 潮漬けされた家 |
| 192                   | 2011年1月16日  | 新春2時間スペシャル 神奈川県箱根町の芸妓置屋の組合事務所（見番）を取材。 物件192 抜け落ちそうな見番 |
| 184（その2）          | 2011年1月23日  | 依頼人ゲスト:えとう窓口（Wエンジン） 物件184 バケツのお風呂に入る家 |
| 184（その3）          | 2011年1月30日  | 依頼人ゲスト:えとう窓口（Wエンジン） 物件184 バケツのお風呂に入る家 |
| 193                   | 2011年2月13日  | 2時間スペシャル 物件193 4軒立て並びの家 |
| 194                   | 2011年2月20日  | 物件194 肉球に優しくない庭 |
| 195                   | 2011年2月27日  | 第26回の登場物件の再取材。 物件195 隣の部屋に行けない家 |
| 196                   | 2011年3月6日   | |
| 197                   | 2011年3月20日  | 制作局での本放送9日前に発生した東日本大震災の影響で、岩手朝日テレビ・東日本放送・福島放送の3局では、それぞれ自社制作のライフライン情報に差し替えたため、後日、振替放送が行われた。 2時間スペシャル 後年、アフターアフタースペシャル7にて再取材。 物件197 6畳に孫7人が寝る家                                                                      |
| 184（その4・完結編）  | 2011年4月3日   | 2時間スペシャル 依頼人ゲスト:えとう窓口（Wエンジン） バケツのお風呂に入る家 Wエンジン親孝行リフォーム最終章 予算80万円 最後は屋根と外壁を |
| 198（前編）           | 2011年4月24日  | 物件198 台所が4つ並ぶ家 |
| 198（後編）           | 2011年5月15日  | 物件198 台所が4つ並ぶ家 |
| 199                   | 2011年5月22日  | 物件199 トイレで裸になる家 |
| 200（前編）           | 2011年5月29日  | 依頼人ゲスト:ユージ ユージのガーデニングリフォーム（前編） 物件200 ギックリ腰になる庭 |
| 200（後編）           | 2011年6月5日   | 依頼人ゲスト:ユージ ユージのガーデニングリフォーム（後編） 物件200 ギックリ腰になる庭 |
| 201                   | 2011年6月12日  | 2時間スペシャル 物件201 台所がお風呂の家 |
| AA五                  | 2011年6月26日  | 第15回の登場物件・第24回の登場物件・第25回の登場物件をそれぞれ再取材。 定員オーバーの家 |
| 202                   | 2011年7月3日   | 物件202 雨に濡れながら冷蔵庫を開ける家 |
| 203                   | 2011年7月10日  | 2時間スペシャル この回の本放送が東日本大震災の影響で終了が延期となった被災地の3県（岩手県・宮城県・福島県）を除き、地上アナログテレビ放送としての最後の回となった。 物件203 家を支える擁壁に13mの亀裂が 無理な増築を繰り返し倒壊寸前 |
| 204                   | 2011年8月7日   | 物件204 子供が泣き止まない家 |
| 205                   | 2011年8月14日  | 2時間スペシャル この回の登場物件は仙台市宮城野区にあり、リフォーム中に東日本大震災があり、リフォームが一時中断したものの、その後、完成にこぎつけた。 物件205 風呂場が冷蔵庫の家 |
| AA六                  | 2011年8月21日  | 渡辺篤史のアフターアフター探訪・真夏の京都探訪スペシャル スペシャルゲスト:渡辺篤史 第142回の登場物件・第171回の登場物件・第176回の登場物件をそれぞれ再取材。 |
| 206                   | 2011年8月28日  | 物件206 裏庭が台所の家 |
| 207（前編）           | 2011年9月4日   | 神奈川県箱根町の『箱根マイセン美術館』を取材。 敷地千坪の庭 |
| 207（後編）           | 2011年9月11日  | 神奈川県箱根町の『箱根マイセン美術館』を取材。 敷地千坪の庭 |
| 208                   | 2011年9月18日  | 物件208 7坪にタンス22棹の家 |
| 209                   | 2011年9月25日  | 2時間スペシャル 物件209 廊下で必ず転ぶ家 |
| 210                   | 2011年10月23日 | 物件210 命がけで庭いじりする家 |
| 211（前編）           | 2011年10月30日 | 後年、アフターアフタースペシャル8にて再取材。 物件211 冬が怖い家 |
| 211（後編）           | 2011年11月6日  | 後年、アフターアフタースペシャル8にて再取材。 物件211 冬が怖い家 |
| 212                   | 2011年11月13日 | 物件212 階段を後ろ向きで下りる家 |
| 213                   | 2011年11月20日 | 物件213 冷蔵庫の扉を閉めて入る家 |
| 大賞2011              | 2011年12月4日  | 2011年の総集編 2011匠が選ぶビフォーアフター大賞 |
| 214                   | 2011年12月25日 | 年末2時間スペシャル 岩手県滝沢村（現・滝沢市）にある保育園の庭をリフォーム。 後年、アフターアフタースペシャル7にて再取材。 物件214 泥まみれの庭 |
| 215                   | 2012年1月22日  | この回の登場物件は仙台市泉区にあり、リフォーム中に東日本大震災があり、リフォームが一時中断したものの、その後、完成にこぎつけた。 物件215 想定外の家 |
| 216                   | 2012年1月29日  | 物件216 兄が帰れない家 |
| 211（事後報告）・217  | 2012年2月5日   | 2時間スペシャル 後年、アフターアフタースペシャル8にて再取材。 物件217 押入れの奥に両親が寝る家 |
| 218                   | 2012年2月19日  | 物件218 お風呂からトイレに入る家 |
| 219                   | 2012年2月26日  | 物件219 裸でトイレの扉に挟まれる家 |
| 220（前編）           | 2012年3月4日   | 依頼人ゲスト:木本武宏（TKO） この回の本放送が東日本大震災の影響で終了時期が延期となっていた被災地3県（岩手県・宮城県・福島県）における地上アナログテレビ放送としての最後の回となった。 物件220 お風呂が廊下の家 |
| 221                   | 2012年4月1日   | 2時間スペシャル 物件221 かつて牛舎だった家 |
| 222                   | 2012年5月13日  | 2時間スペシャル 物件222 ベランダがお風呂の家 |
| 223                   | 2012年5月20日  | 物件222 窓の向こうに叔父さんがいる家 |
| 224                   | 2012年5月27日  | 物件224 心まで暗くなる家 |
| 225（前編）           | 2012年6月10日  | 物件225 気の抜けない家 |
| 225（後編）           | 2012年6月17日  | 物件225 気の抜けない家 |
| 220（後編）           | 2012年6月24日  | 2時間スペシャル 依頼人ゲスト:木本武宏（TKO） TKO木本 92歳の祖母孝行 第2章 消えた思い出の庭をベランダに再生 |
| 226                   | 2012年7月8日   | 天井から雨が降る家 |
| AA七                  | 2012年7月15日  | 第197回の登場物件・第214回の登場物件をそれぞれ再取材。 ビフォーアフターのその後を訪ねるアフターアフタースペシャル |
| 227                   | 2012年7月22日  | 八丈島2時間半スペシャル 物件227 窓を開けてはならない家 |
| 228                   | 2012年8月12日  | 物件228 花も涙もかれた庭 |
| 229                   | 2012年8月19日  | 物件229 お湯がもったいない家 |
| 230（前編）           | 2012年9月2日   | 物件230 思い出を置いてきた家 |
| 230（後編）           | 2012年9月9日   | 物件230 思い出を置いてきた家 |
| 231                   | 2012年9月16日  | 物件231 女子マネ泣かせの部室 |
| 232                   | 2012年9月30日  | 2時間スペシャル 物件232 頭の痛い家 |
| 233・234              | 2012年10月21日 | 2本連続放送 京都3時間スペシャル 物件233 とんでもなく傾いた長屋 |
| 235                   | 2012年11月4日  | 2時間スペシャル 物件235 屋根が腐った家 |
| 236                   | 2012年11月25日 | 物件236 光を閉ざした家 |
| 237                   | 2012年12月2日  | 物件237 老後の楽しみが奪われる家 |
| 大賞2012              | 2013年1月6日   | 2012年の総集編 2時間スペシャル 2012匠が選ぶビフォーアフター大賞 |
| 238                   | 2013年1月20日  | 2時間スペシャル 物件238 お風呂が後回しになった家 |
| 239                   | 2013年1月27日  | 2時間スペシャル 物件239 行く手が険しい家 |
| 240                   | 2013年2月10日  | 2時間スペシャル 物件240 命がけで風呂を沸かす家 |
| 241                   | 2013年3月10日  | 2時間スペシャル 物件241 居間より廊下が広い家 |
| 242                   | 2013年3月24日  | 2時間スペシャル 物件242 孫がおびえる家 |
| 243                   | 2013年4月28日  | 2時間スペシャル 物件243 雨水に浮かぶ家 |
| 244                   | 2013年5月12日  | 物件244 目をそむけてきた庭 |
| 245（前編）           | 2013年5月25日  | |
| 245（後編）           | 2013年5月26日  | |
| 246                   | 2013年6月2日   | 2時間スペシャル 物件246 闘魂燃え尽きそうな寮 |
| 247（序章編）         | 2013年6月9日   | フランスパリを取材。 物件247 台所でシャワーを浴びる家 |
| 248                   | 2013年6月23日  | 2時間スペシャル 物件248 布団を投げ合う家 |
| 249                   | 2013年7月7日   | 2時間スペシャル 物件249 隣家で食事する家 |
| 250                   | 2013年7月28日  | 2時間スペシャル 物件250 宴会場で寝る家 |
| 251                   | 2013年8月4日   | 2時間スペシャル 物件251 空回りする家 |
| 252                   | 2013年8月18日  | 2時間スペシャル 物件252 外出すると寝込む家 |
| 253                   | 2013年9月15日  | 2時間スペシャル 物件253 屋根裏が一番落ち着く家 |
| 254                   | 2013年10月6日  | 2時間スペシャル 物件254 孫が玄関で寝る家 |
| 255                   | 2013年11月17日 | 2時間スペシャル 物件255 光が届かない学食 |
| 大賞2013              | 2013年12月15日 | 2013年の総集編 2時間スペシャル 匠が選ぶ2013ビフォーアフター大賞 |
| 247（前編）           | 2014年1月19日  | 2時間スペシャル フランスパリを取材。 物件247 台所でシャワーを浴びる家 |
| 247（後編）           | 2014年1月26日  | 2時間スペシャル フランスパリを取材。 |
| 特九                  | 2014年2月9日   | ビフォーアフター特別編 世界のリフォーム 匠視察団 スウェーデンおよびポルトガルを取材。 |
| 256                   | 2014年3月9日   | 2時間スペシャル |
| 257                   | 2014年3月23日  | 2時間スペシャル |
| 258                   | 2014年4月20日  | 2時間スペシャル 物件258 玄関まで40メートルもある家 |
| 259                   | 2014年5月4日   | 2時間スペシャル 物件259 孫娘が泊まりたくない家 |
| 260                   | 2014年5月11日  | 2時間スペシャル 物件260 体当りして勝手口を開ける家 |
| 261（前編）           | 2014年6月8日   | 物件261 階段が邪魔な家 |
| 261（後編）           | 2014年6月15日  | 物件261 階段が邪魔な家 |
| 262                   | 2014年6月22日  | 2時間スペシャル 物件262 日に日に傾く家 |
| 263                   | 2014年7月13日  | 2時間スペシャル 103歳の母と同居できない家 物件263 母親と同居できない家 |
| 264                   | 2014年7月27日  | 2時間スペシャル 物件264 孫がハイハイできない家 |
| 265                   | 2014年8月10日  | 2時間スペシャル 物件265 白鳥が見えない家 |
| 266                   | 2014年9月14日  | 2時間スペシャル 倒壊寸前!風呂無し昭和アパートを大変身 物件266 誰にも貸せないアパート |
| 267                   | 2014年9月28日  | 2時間スペシャル 番組初依頼!自宅を保育ハウスに!築80年平屋…… 物件267 安心して子供を預かれない家 |
| 268                   | 2014年10月12日 | 2時間スペシャル 密林150坪“庭がジャングル"廃材使って大変吹c… 物件268 夢が打ち砕かれた庭 |
| 269                   | 2014年11月2日  | 2時間スペシャル 天草諸島を望む海辺の廃業旅館を大変身 |
| 270（前編）           | 2014年11月30日 | 立川談志が愛した旧邸を大変身 |
| 271（前編）           | 2014年12月7日  | 崩れた石垣に押し出される寸前 水も出ない山奥の家を100万円で |
| 271（後編）           | 2014年12月21日 | 2時間スペシャル |
| 270（後編）           | 2015年1月11日  | 2時間スペシャル 立川談志が愛した旧邸-完結編- |
| 272                   | 2015年2月1日   | 2時間スペシャル 依頼人ゲスト:古坂大魔王 芸能人親孝行リフォーム |
| 273                   | 2015年2月15日  | 2時間スペシャル 極細狭小リフォーム |
| 274                   | 2015年2月22日  | 2時間スペシャル 震災で娘を亡くした匠…命を守る防災リフォーム |
| 275                   | 2015年3月8日   | アメリカ合衆国サンフランシスコを取材。 未完結リフォーム 豪華!海外リフォーム2軒!匠ア然の物件検証 |
| 276（前編）           | 2015年3月8日   | ドイツカッセルを取材。 |
| 277（前編）           | 2015年3月15日  | 2時間スペシャル ゲスト依頼人:小島よしお 小島よしお家を買う!緊急芸能人親孝行リフォーム |
| 278                   | 2015年4月12日  | 2時間スペシャル 倒壊寸前!大騒音!腐食アパート大変身 |
| 279                   | 2015年5月3日   | 2時間スペシャル 憧れの鎌倉!築52年12坪!昭和の家が大変身 |
| 280                   | 2015年5月31日  | 物件280 床下に川が流れる家 |
| 281                   | 2015年6月7日   | 2時間スペシャル 狭小8坪!!命がけで生活する長屋「命がけで背伸びする家」 |
| 282                   | 2015年6月14日  | 物件282 膝が泣く家 |
| 276（後編）           | 2015年6月28日  | 2時間スペシャル ドイツカッセルを取材。 番組初!海外リフォームSPドイツ完結編 「物件276 ご近所から注意される庭」 |
| 283                   | 2015年7月26日  | 2時間スペシャル “台所がお風呂の家"深夜シャワー水浸し |
| 284                   | 2015年8月2日   | 2時間スペシャル 築135年の古民家を最新バリアフリー住宅に大変身 |
| 277（後編）           | 2015年8月16日  | 依頼人ゲスト:小島よしお 芸能人親孝行リフォーム |
| 285                   | 2015年9月13日  | 2時間スペシャル |
| 286（前編）           | 2015年9月20日  | |
| 287・288              | 2015年9月20日  | 2本連続放送 2本ともに未完結リフォーム 番組初!匠も驚くリフォーム依頼が3物件 |
| 289                   | 2015年10月11日 | 2時間スペシャル 床下に欠陥!雨で玄関に靴が浮かぶ家! |
| 290                   | 2015年11月15日 | 2時間スペシャル 狭過ぎ9坪!高校娘が嘆く!物干しでシャワーの家 |
| 291                   | 2015年11月22日 | 2時間スペシャル 強豪!高校女子バスケ部員が監督宅で窮屈下宿 |
| 292                   | 2016年1月10日  | 新春2時間スペシャル エンディングで番組からの重大発表があった。 築56年元アパートを温泉旅館風の家に |
| 286（後編）           | 2016年1月24日  | 2時間スペシャル 番組初“動物園リフォーム"遂に完成スペシャル |
| 293（前編）           | 2016年1月31日  | 低予算!400万で廃屋を新装!!匠のDIYリ…… |
| 293（後編）           | 2016年2月7日   | 2時間スペシャル 低予算!400万円で廃屋リフォーム完結編 |
| 294                   | 2016年3月6日   | 2時間スペシャル 日本最南端の有人島!匠上陸も工務店も資材もない |
| 295                   | 2016年3月20日  | 雪かきしながらトイレに行く家!2時間スペシャル |
| 296                   | 2016年4月17日  | 米国人夫が日本建築職人見習い!2時間スペシャル |
| AA八                  | 2016年5月1日   | 2時間スペシャル 第138回の登場物件・第142回の登場物件・第143回の登場物件・第211回の登場物件をそれぞれ再取材。 匠ごめんなさい!格安!感動4軒リフォーム |
| 297                   | 2016年5月15日  | 2時間スペシャル 鹿児島県姶良市の保育園の園庭をリフォーム。 保育園の何もない庭をアスレチックランドに! |
| 298                   | 2016年5月29日  | 2時間スペシャル |
| 299                   | 2016年6月12日  | ゲスト依頼人:田中要次 俳優田中要次の実家!崩壊寸前の倉を400万で…… |
| 300（前編）           | 2016年6月19日  | 依頼人ゲスト:えとう窓口（Wエンジン） |
| 300（中編）・301      | 2016年6月26日  | 2本連続放送 2時間スペシャル 300軒スペシャル…大ピンチ編 |
| 302                   | 2016年8月7日   | 都心のマンションを200万円で京町家にリフォーム |
| 303                   | 2016年8月21日  | 密集地に埋もれる家 |
| 304・300（後編）      | 2016年9月11日  | 2本連続放送 2時間スペシャル 150万で一戸建てをDIY完成編 |
| 305                   | 2016年11月6日  | 隣家のお風呂に入る家 |
| 306                   | 2016年11月20日 | |
| 307                   | 2016年11月27日 | 第二期レギュラー放送最終回 |
| 308                   | 2017年4月2日   | 第二期単発特番時代第一弾 ゲスト依頼人:さだまさし さだまさし所有の無人島“詩島"リフォーム2時間スペシャル |
| 309                   | 2017年10月1日  | 第二期単発特番時代第二弾 ビフォーアフター工務店2時間スペシャル |
| 310                   | 2018年4月15日  | 第二期単発特番時代第三弾 1男7女の10人大家族リフォーム2時間スペシャル |
| 311                   | 2018年9月23日  | 第二期単発特番時代第四弾 番組初となる団地リフォーム2時間スペシャル |
| 312                   | 2019年4月28日  | 第二期単発特番時代第五弾 ほぼ外で寝る家をリフォーム2時間スペシャル |
| 313                   | 2020年3月29日  | 第二期単発特番時代第六弾 ポツンと一軒家を匠がリフォームSP「物置になった家」 |
| 特十                  | 2020年7月12日  | 過去に全3回にわたり放送された、 フランスパリの物件のリフォームを再編集して放送。 特別編 フランス・パリで初の海外リフォーム 物件247 台所でシャワーを浴びる家 |
| 314                   | 2020年11月15日 | 第二期単発特番時代第七弾 築80年…祖父母から受け継ぐ「脱衣所がない家」 |
| 315                   | 2022年2月20日  | 第二期単発特番時代第八弾 築60年…「20年空き家だった家」 |
| 316                   | 2023年3月19日  | 第二期単発特番時代第九弾 築57年…「2階が傾いた家」 |

リフォームの対象は個人が所有する家屋（住宅等）が大半だが、家屋でない庭や法人等が所有する物件を取り上げる回もある。
上記に掲載あり。なお、法人等が所有する物件を取り上げた事例は、下表の8件がある（物件＝物件番号）。
| 放送日                             | 物件 | サブタイトル                     | 物件概要                                   | 物件所在地             | 依頼者                                   |
| ---------------------------------- | ---- | -------------------------------- | ------------------------------------------ | ---------------------- | ---------------------------------------- |
| 2011年1月16日                      | 192  | 抜け落ちそうな見番               | 箱根湯本温泉の芸妓置屋の組合事務所（見番） | 神奈川県足柄下郡箱根町 | 箱根湯本芸能組合                         |
| 2011年9月4日（前編）・11日（後編） | 207  | 敷地1000坪の庭                   | 美術館の庭                                 | 神奈川県足柄下郡箱根町 | 箱根マイセン美術館                       |
| 2011年12月25日                     | 214  | 泥まみれの庭                     | 保育園の園庭                               | 岩手県岩手郡滝沢村     | 保育園（社会福祉法人）                   |
| 2012年9月16日                      | 231  | 女子マネ泣かせの部室             | 高専の部活動の部室                         | 長崎県佐世保市         | 佐世保工業高等専門学校ラグビー部         |
| 2013年5月12日                      | 244  | 目をそむけてきた庭               | 特別養護老人ホームの中庭                   | 栃木県足利市           | 特別養護老人ホーム（社会福祉法人）       |
| 2013年6月2日                       | 246  | 闘魂燃え尽きそうな寮             | 新日本プロレスの選手寮                     | 東京都世田谷区         | 新日本プロレス（獣神サンダー・ライガー） |
| 2013年11月17日                     | 255  | 光が届かない学食                 | 学校の学食                                 | 大阪府大阪市城東区     | 大阪信愛女学院                           |
| 2016年1月24日                      | 286  | 首を長くして花嫁を待つキリン小屋 | 動物園の飼育施設                           | 長崎県西海市西彼町     | 長崎バイオパーク                         |

2019年4月末までで、157人の匠によって312軒の家がリフォームされ、2016年6月19日放送分で300軒目に到達した。なお、2,000万円台程度の予算であれば、住宅購入やリフォームの枠を超えた改築もできるが、3,000万円以上のリフォーム予算が付いた物件も過去に9件（2022年7月時点。下記の表を参照）ある。また、諸事情により“未完結”状態となっている物件が4件（こちらも2022年7月時点）ある。
| 放送日                                       | 物件 | サブタイトル               | 場所                         | 依頼者                                    | 予算 実行工事費等        | 補足                               |
| -------------------------------------------- | ---- | -------------------------- | ---------------------------- | ----------------------------------------- | ------------------------ | ---------------------------------- |
| 2014年11月30日（前編） 2015年1月11日（後編） | 270  | 床下から潜望鏡が覗く家     | 東京都練馬区                 | 松岡ゆみこ（落語家立川談志の長女）        | 4,000万円 4,198万円      | 番組最高のリフォーム予算かつ施工額 |
| 2013年6月2日                                 | 246  | 闘魂燃え尽きそうな寮       | 東京都世田谷区               | 新日本プロレス （獣神サンダー・ライガー） | 4,000万円 3,997万円      |                                    |
| 2011年1月16日                                | 192  | 抜け落ちそうな見番         | 神奈川県足柄下郡箱根町       | 箱根湯本芸能組合                          | 4,000万円 3,995万6,000円 |                                    |
| 2012年5月13日                                | 222  | ベランダがお風呂の家       | 岐阜県下呂市                 | （個人）                                  | 3,700万円 3,674万1,000円 | 一般個人宅の番組最高額             |
| 2014年7月13日                                | 263  | 母親と同居できない家       | 山梨県甲府市                 | （個人）                                  | 3,300万円 3,298万5,000円 |                                    |
| 2014年9月14日                                | 266  | 誰にも貸せないアパート     | 東京都葛飾区                 | （個人）                                  | 3,000万円 2,999万8,700円 |                                    |
| 2013年11月17日                               | 255  | 光が届かない学食           | 大阪府大阪市城東区           | 大阪信愛女学院                            | 3,000万円 2,998万円      |                                    |
| 2014年6月22日                                | 262  | 日に日に傾く家             | 東京都武蔵野市               | （個人）                                  | 3,000万円 2,998万円      |                                    |
| 2014年4月20日                                | 258  | 玄関まで40メートルもある家 | 和歌山県橋本市（旧高野口町） | （個人）                                  | 3,000万円 2,990万3,000円 |                                    |

一方、番組内のリフォームで史上最低額を記録したのは、2015年9月13日放送の回で58万4,000円で実現した。
| 放送日        | 物件 | サブタイトル         | 場所         | 依頼者                     | 予算 実行工事費等  | 補足                               |
| ------------- | ---- | -------------------- | ------------ | -------------------------- | ------------------ | ---------------------------------- |
| 2015年9月13日 | 285  | 孫が遊びに行けない家 | 福岡県福岡市 | 大溝清人（バッドボーイズ） | 50万円 58万4,000円 | 番組最低のリフォーム予算かつ施工額 |

## 番組略史

### SEASON I（2002年4月 - 2006年3月）
ワイドショーで好評だったリフォームコーナーを元に企画され、2002年4月28日から放送開始。放送時間は19:56 - 20:54。放送開始初期は家のリフォームのみならず、服飾のリフォーム（リメイク）を扱ったこともあった。
2002年10月20日から、直前の19時台番組『決定!これが日本のベスト100』（テレビ朝日制作）の2分拡大に伴い、放送枠は19:58 - 20:54に縮小された。
2005年3月6日には、リフォームされた家が100軒に達したことを記念して2時間の特別番組を放送した。
放送開始から約4年を経た2006年3月19日の放送をもってSEASON Iは終了となった。終了の要因として、同時期に発覚した「アスベスト問題や2005年に発覚し世間を震撼させた一級建築士らによる耐震強度偽装事件の影響などで解体及びリフォームに際しての事前調査等の作業時間が長期化し、週1回の番組として成り立たなくなった」ことがあると報じられている。

### 特別番組時代（2006年10月 - 2009年3月）
2006年10月からは特別番組形態に移行し、不定期に放送された。詳細は後述。

### SEASON II（2009年4月 - 2016年11月）
2009年1月、朝日放送の『ビフォーアフター』ホームページ及び各報道にて、同年春からレギュラー放送を約3年ぶりに“SEASON II”と称して復活すると発表された。放送開始（再開）日は4月26日で、放送日時も第1次と同じく日曜の夜（19時58分から）となっている。
SEASON I、およびSEASON IIの途中までは基本的に毎週の放送で物件一つずつを扱っていたが、2012年秋以降はほとんどすべての放送が2時間となった。19時台の番組と交互に2時間特番が編成され、またスポーツ特番などにより放送休止も多く、月に1回しか放送されないことも多々ある。1時間の回は年に数回程度しかなく、2012年12月2日から2015年5月31日までの実に約2年半の間、「1時間で家1軒リフォーム」する回（以下「通常回」と称す）は一度も放送されなかった。2015年6月14日放送回も「通常回」となったが、その後は再び隔週2時間体制に戻っている。
2010年9月末に所・江口以外のレギュラー出演者が降板し、2010年10月以降は週替わりのゲスト2人（男女各1人ずつ、場合によっては3人の回もある）になっている。
地上アナログ放送では長らく4:3（ハイビジョン化後はサイドカット）映像だったが、2010年7月18日放送分より16:9レターボックス映像に移行した。しかし、固定カメラの映像は4:3が使われていた。
東日本大震災の復興支援や2020年東京オリンピック・パラリンピックさらに2025年大阪・関西万博による建設需要増大と、それに伴う工期の遅れを理由として、2016年11月27日放送分をもってSEASON IIは最終回となった。余談だが、末期はテレビ朝日制作19時台の番組との交互特番が中心で、実際の放送は年20回程度にとどまっている。
終了後、この枠では同一スタッフによる姉妹番組『ポツンと一軒家』が放送中。

### 第二期特別番組時代（2017年4月 - ）
SEASON II終了発表の際、「今後は特別番組として不定期に放送する」と告知されており、2020年までは春と秋の改編期を中心に年1 - 2回、2022年以降は毎年3月頃に年1回、『ポツンと一軒家』に代わって特別番組として放送されている。
その後も加藤は引き続きナレーションを務めていたが、2020年3月29日放送分をもって卒業。同年11月15日放送分から、キムラ緑子が2代目としてナレーションを務める。
2021年は、新型コロナウイルス感染症拡大の影響によりロケが困難となったため、1回も放送されなかった。

## 出演者
司会の所とアテンダントの江口に加え、レギュラーパネリストとゲスト（2010年以降はゲスト2組）が出演するというスタイルで放送される。出演者紹介の際には「Before」と称して出演者の昔の写真と現在の年齢が表示される（年齢が表示されないこともある）。

### 司会
- 所ジョージ

### アテンダント（進行）
- 江口ともみ[注 6]

### ナレーション
- 加藤みどり（2002年4月28日 - 2020年3月29日）
- キムラ緑子（2020年11月15日 -　）[41]

### 過去のレギュラーパネリスト
SEASON I
- 戸田恵子
- 木村了
- 藤田弓子（途中まで）
- 宮崎美子（同上）
- はしのえみ（同上）
- ユンソナ（同上）
- 浜口順子（同上）
- 北村悠（FLAME・同上）
- 金子恭平（当時FLAME・同上）
- 乙葉（2005年12月まで）

SEASON II
- 堀ちえみ（2010年9月まで）
- 細田よしひこ（同上）

## 不祥事

### 無資格者による電気工事
2016年2月7日に放送された番組内で本来、電気工事士でなければできないケーブル配線のステップル固定する電気工事を無資格者が行うシーンが放映された。これについて経済産業省が朝日放送と監督した電気工事士に対して厳重注意を行った。

### リフォーム費用を巡る追加公費裁判
2014年7月に放送された岐阜市の住宅リフォームにおいて、同住宅のリフォームを手掛けた愛知県東海市の企業が、朝日放送と番組製作会社に対し、追加発生した公費2900万円の支払いを求める裁判を起こした。

### リフォームを巡るトラブル
2009年11月に放送された、築48年の家のトラブル。匠と面談したのは2回のみで、リフォーム後の自宅の外観は要望していたものとは違う色となり、全体的に暗く寒くなってしまったという。最大の問題となっていた段差も子供向けスペースとして残ったままとなっており、依頼者もリフォーム後の内覧で激怒した。

## テーマ曲
オープニング・テーマ曲は、松谷卓作曲の「Inscrutable Battle」。
当楽曲は、テレビ朝日で過去に放送された報道番組『ザ・スクープ』において、2000年10月から1年間『スクープ21』と改題していた時期に使われたテーマ曲を流用したもの。同番組に関しては、その後『ザ・スクープ』にタイトルを戻す際に従来のテーマ曲（Anderson Bruford Wakeman Howe『Order Of The Universe』）へ戻している。本番組のサウンド・トラック（後述）はオリコンチャート最高48位にランクインするなど、InstrumentalのCDとして異例の売上を弾き出している。
エンディング曲はMC、所ジョージの楽曲が使用される。
- SEASON I開始時エンディング曲…所ジョージ『全員で王様』（アルバム「本物」収録）
- SEASON I終了時エンディング曲…トコブクロ（所ジョージとコブクロのユニット）『のこぎりの唄』（未CD化）。スペシャル時代でも使用された。
- SEASON II開始時エンディング曲…所ジョージ『素敵な言葉は愛にうまる』（アルバム「コケコッコゥ〜七色の声色〜」収録）

リフォーム完成後の家屋お披露目映像で流れる「TAKUMI／匠」は本番組を象徴する楽曲であり、他のリフォーム系番組でもパロディとして流される他、CDアルバム「image」や音楽ゲーム「ノスタルジア」にも収録されるなど、最も有名な楽曲となっている。第269回からはアレンジ変更されたバージョンが使用されており、第二期特別番組でも引き続き使用されている。
その他、下記のクラシック音楽がアレンジして使用されている。
- チャイコフスキー『くるみ割り人形』より『金平糖の精と王子のパ・ド・ドゥ』
- バルトーク『ルーマニア民俗舞曲』より 第5曲『ルーマニア風ポルカ』、第6曲『マヌンツェル舞曲』

日本でバルトークの著作権が切れたのは2007年。

## スタッフ

### SEASON I（最終回時点）
- ナレーション：加藤みどり
- 総合構成：伊藤正宏、中野俊成
- 構成：むらこし豪昭 / 増山実、工藤ひろこ、川野将一、政宗史子、内藤高淑
- 技術：
  - TP（テクニカルプロデューサー）：別府忠久（以前は、TD（テクニカルディレクター））
  - CAM（カメラマン）：山田洋和（以前は、TD（テクニカルディレクター））
  - MIX（ミキサーオーディオ）：平川圭史（以前は、AUD（オーディオ））
  - VE（ビデオエンジニア）：徳永一馬
  - LD（ライディングディレクター）：岩下征二
- ロケ技術：池田屋、写楽
  - CAM（カメラマン）：山田洋和、斑目重友、安達良、杉山紀行、三好哲也（池田屋）、橋本俊令（ヒートワン）、西村功二、奥村一彦（mabu）
  - VE（ビデオエンジニア）：善方光一、横田満洋、楠部達也、中村寿昌（池田屋）、海渡敬介（ヒートワン）、松岡奈央子、樫山典寿（mabu）
- 音効：長内勇治
- TK（タイムキーパー）：伊藤梓見
- 編集：前田純和、伊藤和幸
- MA（マルチオーディオ）：赤川淳、前島真一
- 技術協力：池田屋、TAMCO、DOME、砧スタジオ、ザ・チューブ
- 美術：
  - 美術プロデュース：木村文洋
  - デザイン：石森慎司
  - 美術進行：小山千香子
  - 大道具操作：日向雄一、山本和成
  - 装飾：横山公一
  - アクリル装飾：木村敏和
  - 特殊装置：赤岩ひとみ
  - 模型制作：木部隆
  - ヘアメイク：柳井愛理
  - マルチ：丸山明道
  - 美術デスク：高橋亜紀
  - 美術協力：フジアール
  - タイトルCG：ケネックジャパン 岩下みどり、大隈良太郎
  - CG制作：エーデルジャパン 藤原成海、西村博英
- リサーチ：エフバックス、Mauve
- 番組宣伝：高内三恵子（朝日放送）、岡崎由記（朝日放送）
- 番組デスク：松原幹（朝日放送）、松本あゆみ
- 制作進行：水島ひろみ
- 演出補：大矢啓太（以前は、FD）、坂井直之
- 制作担当：黒崎則子（社員、以前は、AP）、松本光司（プロジェクト ドーン）、神成欣哉、久野真照（久野→以前は、FD►演出►AP）、一丸拓之（JUMP）、上園田宏司
- 演出：古賀謙一、古原幸一（JUMP）、管沼誠、青山速己
- 総合演出：高橋章良（CHAPTER、#1は、演出）
- プロデューサー：吉川知仁（朝日放送）[43][44]、奈良井正巳（朝日放送）[45]、寺本俊司・古殿香織（社員）、石津多恵子（石津→以前は、AP►制作担当）
- チーフプロデューサー：岩田潤（朝日放送）[46]
- 制作協力：TV CLUB、CHAPTER、オフィス・ハイウェイ、DAWN ドーン、東通企画
- 制作：朝日放送、社員、JUMP

### 過去のスタッフ（SEASON I）
- 構成：福田雄一、張眞英、北本かつら、柳田光司、荒木三太郎、石丸裕一、川野孝弘、櫻井昭宏
- ブレーン：関秀章（JUMP）
- 技術：
  - TP（テクニカルプロデューサー）：檜山忠
  - CAM（カメラマン）：吉田剛、杉山紀行、斑目重友、今宮健太
  - VE（ビデオエンジニア）：福重伸隆、船山道夫、楠部達也
  - LD（ライディングディレクター）：後藤謙一
  - 音響効果：堺慶史郎
  - 編集：佐々木正知
  - 技術協力：佳夢音
- ロケ技術：大阪共同テレビ、マイシャ、オムニバス・ジャパン、スタッフシルエット、M'S PRO、ノアプロダクツ、TRY、札幌テレビハウス、沖縄映像センター、東通、共同テレビジョン、ジェイウエルカム、フロムゼロ、SOW、HBCメディアクリエート、ニユーテレス、光学堂、東通テクノサービス、JAWS、クロステレビ東日本
  - CAM（カメラマン）：坂本将俊、内海康広（大阪共同テレビ）、野澤慎二（マイシャ）、土岐泰也（オムニバス・ジャパン）、田上良一（スタッフシルエット）、松岡周錫（M'S PRO）、竹島哲也（ノアプロダクツ）、宮川典彦（TRY）、天坂恵一（札幌テレビハウス）、浦崎永真（沖縄映像センター）、池田英孝（池田屋）、伊藤優二、広江健志、井上勇人、小出直義（東通）、柿内孝文、山田康一（共同テレビジョン）、西脇龍也（ジェイウエルカム）、椛島秀夫（フロムゼロ）、那波雄大、中島広城（SOW）、田端優一（HBCメディアクリエート）、小池悟志（ニューテレス）、溝尻明（東洋放映）、西村幸時（光学堂→mabu）、小杉智美（池田屋）、青木一弘（東通テクノサービス）、水谷奨（JAWS）、高橋直樹、遠藤隆憲（クロステレビ東日本）
  - VE（ビデオエンジニア）：小倉由香子、世良由浩（大阪共同テレビ）、森田順（マイシャ）、小出秀久、平野裕城、徳永一馬、福重伸隆、船山道夫（池田屋）、藁谷達仁（オムニバス・ジャパン）、長沢篤（スタッフシルエット）、宮崎晋哉（M'S PRO）、吉岡辰沖、寺田拓司、坂井久美（ノアプロダクツ）、緒方健二、戸谷三紀（アークジャパン）、野口浩幸（札幌テレビハウス）、津波古学（沖縄映像センター）、室内健太郎、永田哲也、伊奈一樹（東通）、児玉昌之、高垣康一、安藤広敏（共同テレビジョン）、神余浩、杉浦貞治（ジェイウエルカム）、黒髪貴俊（フロムゼロ）、池田龍太郎（SOW）、浅野拓道（HBCメディアクリエート）、赤林千恵子（ニューテレス）、小倉正己（ヒートワン）、丸山淳（東洋放映）、奥村彦（光学堂）、藤原尉智、福田弘樹（東通テクノサービス）、西川真（JAWS）、鈴木茂人、松田寛光（クロステレビ東日本）
- 美術：
  - 美術進行：内藤佳奈子
  - 大道具製作：高橋博之
  - 大道具操作：下地樹
  - アクリル装飾：岡村正樹、岩切盛浩
  - 特殊装置：福田隆正、栢本大輔、後藤佑介
  - ヘアメイク：小島百合子、對馬晶子
  - 美術デスク：野村聡子
- HP制作：川崎拓哉
- リサーチ：Ohana company、スコープ
- 広報→番組宣伝：梅村陽子（朝日放送）、中村茂樹（朝日放送）、渡邉亜希子（朝日放送）
- ロケ制作：酒巻正幸（東通企画）
- FD（フロアディレクター）：遠藤玲王
- AP（アシスタントプロデューサー）：飯沼麻希子
- 演出補：酒井譲之、澤田嘉門、筌場香穂里、小野仁、石原久嗣、小野超、高橋竜平、高畑忠司、長尾健太郎、上西孝志、八木勝樹、伊場健一郎、齊藤雅浩、本村栄理子、南大輔、鈴木俊行、堀内直樹、筒井和喜、大武拓郎、安黒道晃、川崎亮輔、佐久間隆太、髙土浩二、中村拓史、岡田和幸、浅川晃一、藪原涼介、浦谷淳史、厚川大輔、森岡康人、古賀将之、深谷俊輔、黒川和樹
- ディレクター：飯野修一、佐藤三生、岩村明美、福島和弘、佐々木宗彦、小村幸司、小西慎一郎、新井明徳、村田義彦、堀江剛、甲斐浩文、植松義貴、吉川修、作山浩（作山→以前は、演出補）、齋藤吉彦
- 演出：澤田親宏、三澤隆之、玉村良（玉村→以前は、FD）、福田裕士、藤本良雄、小峰智、鈴木道正、本岡豊基、高瀬聖吾、畔柳吉彦[47]、内田拓志、北澤豊、竹谷和樹、荒木靖、清藤せいじ、國澤恵介、小林潤子、西山裕之、岩崎伸昭、小高徹、外川知宏、山口博之、椎葉宏治（椎葉→#1は、FD）、大城哲也（東通企画）、大浦剛、近藤祐治郎、山口一也、元村次宏（東通企画）、長谷川一男、柴田貴幸、大池典和、目黒隆志（Fact）、鈴木正彦、松本洋平（松本→以前は、演出補）、秋山義康、奥田隆英（Ripple）、加藤貴光（東通企画）、松永清史、井村泰二郎、早川多祐、荒木哲也、岩澤康雄、四戸美穂（四戸→以前は、演出補）、米田哲【毎週1人担当、その他はディレクター】
- プロデューサー：井口毅（朝日放送）[44]、清水雄一郎（朝日放送）[48][44]、堀敏郎、遠藤典行
- 制作：石原康男（朝日放送）[49]

### SEASON II
- ナレーション：加藤みどり
- 総合構成：伊藤正宏、中野俊成
- 構成：工藤ひろこ、むらこし豪昭
- 〈技術〉
  - TP：別府忠久
  - TD：山田洋和
  - CAM：杉山紀行
  - MIX：斉藤宏司
  - VE：楠部達也
  - LD：稗田晋一
- 〈ロケ技術〉池田屋、ヒートワン、東通、東洋放映、mabu、Procam、写楽、アークジャパン、SOW、J-crew、クロステレビジョン、ENDLESS、GRIP、Condar、GPA（週替り）
  - CAM：安達良、杉山紀行、山田洋和、今宮健太、古城正智、青木俊、三好哲也、吉田剛、斑目重友、山田啓史（池田屋）、橋本俊令、柳ヶ瀬善男（ヒートワン）、藤原祐司（東通）、城尾真治（東洋放映）、西村幸時、奥村一彦（mabu）、西雄一（Procam→T-TEX）、川上庸介（Procam）、古川亮太（クロステレビジョン、以前は、ロケTP）、岡田栄、高野清隆（写楽）、永澤英人（アークジャパン）、那波雄大（SOW）、大塚孝輔（J-crew）、福元憲之（ENDLESS）、岸直隆（Condar）、石井恵美子（GPA）（週替り）
  - VE：楠部達也、中村寿昌、平野裕樹、横田満洋、熊倉智大、善方光一、大貫晶、小出秀久（池田屋）、海渡敬介、小倉正己（ヒートワン）、廣谷潤平（東通）、宮村哲夫（東洋放映）、松岡奈央子、樫山典寿、菅野龍弥、照井慎也、篠原佑典、三上祐司、戸谷三紀、磯一貴、小松裕太、齋藤将光、園田清隆、高橋裕也（mabu）、河内淳（Procam→T-TEX）、阿久津一夫（Procam）、斉藤弘一、松本智、岩崎伸哉、藤田長宏（藤田→照明の回あり）、中塩屋知広、田籠邦之（写楽）、高橋勉（アークジャパン）、吉田淳（企作工舎）、田邊寛朗、石川徹（SOW）、岩瀬靖生（J-crew）、松田寛光、石塚貴広（クロステレビジョン）、中田孝春、佐藤孝（総合企画新和）、根元聡（ENDLESS）、小林大介（GRIP）、春本一大（Condar）、伊藤正彦（アイ・ティ・ビー）、佐藤大輔（GPA）、佐藤毅（プライド・トゥ）（週替り）
  - 照明：冨山龍平（SOW）、足立洋幸、町田真佑（池田屋）、東岡允（ライズ・アップ、以前は、CAM）
  - 特機：岩間亘（照明の回あり）、木下久男、栗原慶之、滝沢健太（サークル）（不定期）
- 編集：伊藤和幸、鈴木大知
- MA：伊藤慎吾
- 音効：久坂惠紹
- TK：伊藤梓見
- 技術協力：池田屋、DOME、TAMCO、ザ・チューブ、砧スタジオ、戯音工房（戯音→2011.5.15〜）
- 〈美術〉
  - プロデューサー：木村文洋
  - デザイン：石森慎司
  - 美術進行：小山千香子
  - 大道具：卜部徹夫
  - 大道具操作：大坪信昭
  - 装飾：横山公一
  - アクリル装飾：松本健、中山麻粧美、萬田光菜、松浦由佳（週替り）
  - 特殊装置：福田隆正、田地絵里香、熊田裕衣子（週替り）
  - ヘアメイク：武部千里、小山暁代（週替り）
  - マルチ：伊藤拓也
  - 模型製作：木部隆
  - 美術デスク：横山みのり
  - 美術協力：フジアール
- タイトルCG：ILCA
- CG制作：FUJIWARA CG OFFICE（以前は、毎週）、ぴーたん、ティップス（TIPS）（週替り）
- 制作協力：TV CLUB、CHAPTER（毎週）、映像未来、レジスタX1、Mawberries（週替り）
- リサーチ：ワイズプロジェクト
- 編成(2016.1.10〜)：佐々木真司（朝日放送）
- 番組宣伝：多田香奈子（朝日放送）、田中彰（朝日放送）
- 番組デスク：松原幹（朝日放送）
- 制作デスク：水島ひろみ
- 制作担当：松本光司（Project DAWN）、神成欣哉、山崎薫、薗田美有紀、岩井隆昌（岩井→以前は、演出補►ディレクター）（毎週）、小林昌生、村上誠一郎（村上→以前は、演出補）（週替り）
- 演出補：石田尚也、上野浩幸、羽鳥恭史、豊後翼、魚谷一樹、上坂和也、川角光、松岡大起、玉城航士、福田友輝、柳下明大、古川大晃、宮本峻明、櫻井将平、橋本悠希、権智勝、松原諒、上田智也、牧岡修史、井原遼、中島健登（週替り）
- ディレクター(2012.1.22〜)：小原隆史、藤極忠晴、坂井直之、岡島友孝、小原斎、福田翔吾、吉村鉄平、黒河内隼仁、赤羽怜、加藤翔輝、鈴木彦太郎（小原隆・小原斎・福田・吉村・赤羽・加藤・鈴木彦→以前は、演出補、黒河内→以前は、演出補►FD、小原隆・赤羽・加藤・鈴木彦以外→2011年12月まで週替り演出）
- 演出：古賀謙一、管沼誠（管沼→以前は、週替り演出）、大矢啓太（以前は、週替り演出►ディレクター）
- 総合演出：髙橋章良
- プロデューサー：植田貴之（朝日放送）[50]、田村雄一（朝日放送）[51]、寺本俊司、古殿香織、古原幸一[44]、一丸拓之
- チーフプロデューサー：井口毅（朝日放送）[52]
- 制作：朝日放送、社員、JUMP

### 過去のスタッフ（SEASON II）
- 構成：西野直樹、山下直美、松田敬三、政宗史子
- 〈技術〉
  - CAM：吉田剛、斑目重友、今宮健太
  - MIX：平川圭史、西崎智美
  - VE：船山道夫、徳永一馬
  - LD：岩下征二
- 〈ロケ技術〉
  - TP：藤井節男
  - CA：小野寺英之、高橋尚平
- 編集：今井純
- MA：赤川淳
- 音効：長内勇治
- 〈美術〉
  - 美術進行：横山勇
  - 大道具：高橋千鶴
  - 大道具操作：山本和成
  - アクリル装飾：大竹由里子
  - 特殊装置：釜田慶一、樋口真樹
  - 美術デスク：渡邊美保、丸山知美
- スタイリスト：松本知夏（2009.11.1のみ）
- タイトルCG：ケネックジャパン、岩下みどり
- CG制作：エーデルジャパン（毎週）、キムラケイサク
- リサーチ：岡田洋之（2016.6.19のみ）、フルタイム（2016.9.11のみ）
- 番組宣伝：荒木拓人、荒川美幸、岡崎由記、秋枝千絵、阪本美鈴、岸本拓磨、高内三恵子、佐藤有、遠山雄大、田野和彦（全員朝日放送）
- FD：四戸美穂、齋藤みゆき
- 制作担当：黒崎則子、玉村良、柏真子、谷中友保、谷内愛、久野真照、難波裕介（毎週）、本岡豊基（以前は、毎週）、片山聡子（週替り）、片岡靖幸（以前は、演出補）
- 演出補：安達正和、内藤環、泉勇人、堀内直樹、新宮原敦、神林直人、鈴木浩平、鈴木健士、木下洋道、山田愛子、今井貴公、筧友秀、金井洋人、北田浩平、杣俊輔、多田洋一郎、山田修平、櫻田満、高雄洋、大野諭、高橋智宏、佐藤要介、伊達広哉、竹川透、安藤貴彰、杲恵順、中之薗翼、山本宗一郎、島田英紀、高尾周作、倉田健史、田村賢治、岩川淳一、沖津一洋、高橋裕也、小田島健太、末安将、岩尾将平、古賀総一、髙橋史也、宮崎拓也、尾野優樹、竹腰基輝、佐合浩明、大城英晃、津留亮、京地伸宏（週替り）
- ディレクター：坂本篤、早川多祐、横尾初喜、菊地弘文、北村武嗣、石本靖二郎、高木大輔、仁茂田哲郎、黒川和樹、大池典和、杠雅之（菊地・北村・高木・黒川・杠以外→2011年12月まで週替り演出）
- 演出：外川知宏、大浦剛、青山速己（毎週）、飯野修一、藤岡秀万、米嶋悟志、吉川修、秋山義康、荒木靖、広江孝吉、染谷昌彦、今井貴志、森田知明、日置圭信、柴田貴幸、長井貴仁、長岡均、大喜多高志、遊佐豊、江夏治樹（週替り）
- プロデューサー：小川隆弘（朝日放送）[53]、竹島和彦（朝日放送）[54]、西尾理志（朝日放送）[55][44]
- チーフプロデューサー：吉川知仁（朝日放送）[43]

### 復活特番（2017年以降）
第11回（2025年3月16日放送分）
- ナレーション：キムラ緑子（第7回-）
- 総合構成：中野俊成、伊藤正宏
- 〈技術〉
  - TP/TD：山田洋和（第5回からTP兼務、第1期は、SW（スイッチャー）→TD（テクニカルディレクター）、第9回はロケCAM兼務）
  - CAM：杉山紀行（第10回-、以前も担当）
  - VE：楠部達也（第1-7,9回-）
  - MIX：伊藤璃子（第6-8,10回-）
  - LD：稗田晋一
  - VTR：徳永一馬（第3-7,9回-、第1期は、VE（ビデオエンジニア）、第2期・第8回はVE）
- 〈ロケ技術〉
  - CAM：千葉弦毅（第9,11回）
  - VE：中村寿昌（第11回）
  - 照明：山川瞳海（第11回）
  - CA(第11回)：草地夏佳瑠（第11回）
- 編集：滝嶋秀臣（第3,4,6回-）、江原英生（第5回-）
- MA：浦辺裕太（第3回-）
- 音効：久坂惠昭
- 技術協力：池田屋（第1回-）、TACT（第9回-）、blue box studio（第3回-）、戯音工房（第1回-）、文化工房（第11回）、DOME（第1-8,11回）、レモンスタジオ（第9回-）
- 〈美術〉
  - プロデューサー：木村文洋
  - デザイン：石森慎司
  - 美術進行：小山千香子
  - 大道具：木村敬（第7,9回-）
  - 大道具操作：菅原英一（第7,9回-）
  - 装飾：横山公一
  - アクリル装飾：松浦由佳（第7,9回-、第8回は特殊装置）
  - 特殊装置：熊田裕衣子（第7,9回-）
  - メイク：武部千里（第1,2,5回-）
  - マルチ：伊藤拓也（第1,2,5回-）
  - 模型製作(第2回以来)：森雄一郎（第10回-）、志田湧一（第9回-）
  - 美術協力：フジアール（第1回-）、東宝舞台（第1回-）、千葉洋行（第4回-）、テルミック（第1回-）、マルチバックス（第1回-）、ヤマモリ（第1回-）
- タイトルCG：PDIC（第3回-）
- CG：ぴーたん（第1,7回-）
- 制作協力：TV CLUB（第1回-）、AO,inc.（第3回-）
- 編成：森裕喜（朝日放送テレビ、第11回）、森川亜紀（朝日放送テレビ、第10回-）
- 営業：髙妻蔵馬（朝日放送テレビ、第10回-、第7回は編成）、南出拓平（朝日放送テレビ、第11回）
- 番組宣伝：高橋寿英（朝日放送テレビ、第3-7,9,11回）、森下玲奈（朝日放送テレビ、第11回）
- 番組デスク：中村美恵（朝日放送テレビ、第9回-）
- 演出補：小原康樹（第11回、第10回はFD）
- FD/制作補：伊藤泰周（第11回、第5-9回はFD、第10回は制作補）
- ディレクター：坂口蓮登（第11回、第10回は演出補）
- 演出：古賀謙一（AO,inc.、第2回-）
- 総合演出：髙橋章良（CHAPTER）
- プロデューサー：平田翔子（朝日放送テレビ、第8,11回）、下山航平（朝日放送テレビ、第11回）、青山速己・武川和美（AO,inc.、共に第3回-）
- チーフプロデューサー：桒山哲治（朝日放送テレビ、第8回-、第7回はプロデューサー）
- 制作：朝日放送テレビ（第3回-[注 1]）、CHAPTER（CHAP→第1,2回は制作協力）

### 過去のスタッフ（復活特番）
【第1期】=2006年10月8日放送〜2009年3月22日放送、【第2期】=2017年4月2日放送〜現在
- ナレーション：加藤みどり【第1・2期】（第6回まで）
- 構成：工藤ひろこ【第1・2期】（第5回まで）、むらこし豪昭【第1・2期】（第10回まで）
- 〈技術〉
  - TP（テクニカルプロデューサー）：檜山忠【第1期】、別府忠久（第4回まで、第1期は、TM（テクニカルマネージャー）→TD（テクニカルディレクター））【第2期】
  - CAM（カメラマン）：小杉智美、佐藤文【第1期】、安達良（第5回）、三好哲也（第6,7,9回、第2,4,5,9回はロケ CAM）、斑目重友（第8回）、千葉明律（第9回）、唐沢悟（第10回）【第2期】
  - MIX：斉藤宏司【第1・2期】、斉藤宏司（第5回までと第9回）【第2期】
  - VE（ビデオエンジニア）：船山道夫【第1期】、斉藤弘一（第1-3,6,7,10回）【第2期】
  - AUD（オーディオ）：平川圭史【第1期】
  - LD（ライディングディレクター）：岩下征二【第1期】
  - VTR：福重伸隆（第8回、第2期・第4,5回はロケVE）【第2期】
- 〈ロケ技術〉
  - CAM：山田洋和（池田屋）、那波雄大（SOW）【第1期】、岡田栄（第1,3,6-8,10回）、高野清隆（第2,3,6-8,10回）、杉村正視（第5回）、上村健一郎、隈光輝、首藤拓人（上村・隈・首藤→第8回）、三好哲也、安達良（安達→第9回）【第2期】
  - VE：楠部達也（池田屋）、田邊寛朗（SOW）【第1期】、大貫晶（第2,8回）、楠部達也、善方光一（善方→第9回、第2回はVTR）、横田満洋、熊倉智大（横田・熊倉→第9回）【第2期】
  - 照明：東岡允（第1回）、足立洋幸（第2回）、中本智大（第6-8回）、藤井克則（第6,8,10回）、浦川純暉（第7回）、高橋昌之、石川芳雄（共に第9回）、西康宏（第10回）【第2期】
  - ドローン（第1回以来）：桑野師一、矢尾板亨（共に第1回）、吉田剛（第5回）河村優人（第8回）【第2期】
- 編集：伊藤和幸（第1期も）、鈴木大知（共に第1,2回）【第2期】
- MA：赤川淳【第1期】、伊藤慎吾（第1,2回）【第2期】
- 音効：長内勇治【第1期】
- TK：伊藤梓見（第1,2回）【第2期】
- 美術：
  - 大道具：葛西剛太【第1期】、卜部徹夫（第1-6,8回）【第2期】
  - 大道具操作：山本和成【第1期】、大坪信昭（第1-6,8回）【第2期】
  - アクリル装飾：木村敏和【第1期】、松本健（第1,2,5,6,8回）【第2期】
  - 特殊装置：赤岩ひとみ【第1期】、福田隆正（第1,2,5,6回）【第2期】
  - 模型製作（第2回以来）：木部隆（第2,5-8回）
  - マルチ：丸山明道【第1期】
  - ヘアーメイク：佐藤恭子、柳井愛理、對馬晶子【第1期】
  - 美術デスク：渡邊美保、高橋亜紀【第1期】
- 技術協力：ザ・チューブ（共に第1,2回）、ライス・アップ、スカイフィーダ（共に第1回）、TAMCO、砧スタジオ（共に第1-8回）、写楽（第1-3,6-8,10回）、夢玄（第2-7,9回）、BIG BEN、CORNER（共に第8回）、アーチェリープロダクション（第10回）【第2期】
- インテリアコーディネート：尾田恵（第1,2回）【第2期】
- 美術協力：緑屋家具（第1回）、菜インテリアスタイリング（第1,2回）、木部工房（第1-8回）、ティップス（第4-8回）【第2期】
- タイトルCG：ケネックジャパン 岩下みどり、大隈良太郎【第1期】
- CG制作：エーデルジャパン 藤原成海、西村博英、三浦進、小林亜喜【第1期】、FUJIWARA CG OFFICE（第1,2回）【第2期】
- CG：キムラケイサク（第1,2,4-7回、第3回はCG制作）
- リサーチ：Mauve【第1期】
- 編成：幾野美穂（朝日放送）【第1期】、石橋義史（朝日放送テレビ、第4,5回）、鈴鹿相哉（朝日放送テレビ、第6-9回）、松田えみり（朝日放送テレビ、第8回）、田上英幸（朝日放送テレビ、第10回）【第2期】
- 営業：伊地智厚太（朝日放送テレビ、第4回）、長嶋亮（朝日放送テレビ、第6回）、多喜澪（朝日放送テレビ、第4-7回）、武田行剛（朝日放送テレビ、第7,8回）、田嶋康次郎（朝日放送テレビ、第9回）、胡智亜希（朝日放送テレビ、第10回）【第2期】
- 番組宣伝：高内三恵子、渡邉亜希子、岡崎由記、荒川美幸、荒木拓人（共に朝日放送）【第1期】、田中彰（第1,2回）・多田香奈子（第1回）（共に朝日放送）、市川貴裕（朝日放送テレビ、第2,8回）、朝比奈紀子（朝日放送テレビ、第3回）、松下友美子（朝日放送テレビ、第4,5回）、川元寛之（朝日放送テレビ、第6,7回）、中田陽子（朝日放送テレビ、第9回）、平田めぐみ（朝日放送テレビ、第10回）【第2期】
- 番組デスク：松原幹（朝日放送テレビ、第1-8回）【第2期】
- 制作デスク：沢口恵美（JUMP、第1,2回）、水島ひろみ（第1回、第1期は、制作進行）【第2期】
- AP（アシスタントプロデューサー）：久野真照、黒崎則子【第1期】
- 制作補（第2回）：磯田今日子（JUMP、第2回）、沖津一洋（Ao,inc.、第3-7回）、伊達和輝（第8回）、大本昌徳（Ao,inc.、第8,9回）【第2期】
- 担当制作：松本香織【第1期】
- FD（フロアディレクター）：四戸美穂【第1期】
- 演出補：青柳幸嗣、國分道徳、大矢啓太（大矢→演出の回あり）【第1期】、中島健登、櫻井将平、宮本峻明（共に第1回）、上坂和也、長谷川侑也、中川咲歩、市川頌子（共に第2回）、畏岩慧（第3回）、山橋紗英、瀧川雅士（共に第4回）、早川裕次郎（第3-5回）、年静（第5回）、伊林雄一郎（第6回）、菅原由輝（第7回）、小田切李緒（第8回）、西岡壱道（第10回）【第2期】
- FD：黒川和樹、古賀将之（古賀→以前は、演出補）【第1期】、藤極忠晴（第1回はディレクター）【第2期】
- ディレクター：小原斎（第1回、第1期は、演出補）、黒河内隼仁（第1,2回）、加藤翔輝（第2,6回）、岡島友孝（第3,4回）、酒井謙之（AO,inc.、第5,7-10回、第3,4回はFD）、柳下明大（第9回）【第2期】
- 演出：内田拓志、作山浩、管沼誠、古原幸一、藤極忠晴【第1期】
- プロデューサー：小川隆弘（朝日放送）、竹島和彦（朝日放送）、西尾理志（朝日放送）【第1期】、田村雄一（朝日放送→第3回は朝日放送テレビ）、山下浩司（朝日放送テレビ、第5回）、大橋洋平（朝日放送テレビ、第8-10回）、一丸拓之（共に第1,2回）、寺本俊司、古殿香織（共に第1回、第1期も）、岩田うらら、古原幸一（古原→第1回は演出、第1期も）（共に第2回）、安倍洋平（第10回）【第2期】
- チーフプロデューサー：岩田潤（朝日放送）、吉川知仁（朝日放送、以前は、プロデューサー）【第1期】、井口毅（朝日放送→第3回は朝日放送テレビ、第1期はプロデューサー）、植田貴之（朝日放送テレビ、第4-7回-、第3回まではプロデューサー）【第2期】
- 制作：朝日放送、社員、JUMP【第1期】

## ネット局と放送時間
| 放送対象地域   | 放送局                       | 系列           | 放送時間           | ネット状況 |
| -------------- | ---------------------------- | -------------- | ------------------ | ---------- |
| 近畿広域圏     | 朝日放送テレビ （ABC TV）    | テレビ朝日系列 | 日曜 19:58 - 20:54 | 【制作局】 |
| 北海道         | 北海道テレビ（HTB）          | テレビ朝日系列 | 日曜 19:58 - 20:54 | 同時ネット |
| 青森県         | 青森朝日放送（ABA）          | テレビ朝日系列 | 日曜 19:58 - 20:54 | 同時ネット |
| 岩手県         | 岩手朝日テレビ（IAT）        | テレビ朝日系列 | 日曜 19:58 - 20:54 | 同時ネット |
| 宮城県         | 東日本放送（khb）            | テレビ朝日系列 | 日曜 19:58 - 20:54 | 同時ネット |
| 秋田県         | 秋田朝日放送（AAB）          | テレビ朝日系列 | 日曜 19:58 - 20:54 | 同時ネット |
| 山形県         | 山形テレビ（YTS）            | テレビ朝日系列 | 日曜 19:58 - 20:54 | 同時ネット |
| 福島県         | 福島放送（KFB）              | テレビ朝日系列 | 日曜 19:58 - 20:54 | 同時ネット |
| 関東広域圏     | テレビ朝日（EX）             | テレビ朝日系列 | 日曜 19:58 - 20:54 | 同時ネット |
| 新潟県         | 新潟テレビ21（UX）           | テレビ朝日系列 | 日曜 19:58 - 20:54 | 同時ネット |
| 長野県         | 長野朝日放送（abn）          | テレビ朝日系列 | 日曜 19:58 - 20:54 | 同時ネット |
| 静岡県         | 静岡朝日テレビ（SATV）       | テレビ朝日系列 | 日曜 19:58 - 20:54 | 同時ネット |
| 石川県         | 北陸朝日放送（HAB）          | テレビ朝日系列 | 日曜 19:58 - 20:54 | 同時ネット |
| 中京広域圏     | 名古屋テレビ（メ〜テレ/NBN） | テレビ朝日系列 | 日曜 19:58 - 20:54 | 同時ネット |
| 広島県         | 広島ホームテレビ（HOME）     | テレビ朝日系列 | 日曜 19:58 - 20:54 | 同時ネット |
| 山口県         | 山口朝日放送（yab）          | テレビ朝日系列 | 日曜 19:58 - 20:54 | 同時ネット |
| 香川県・岡山県 | 瀬戸内海放送（KSB）          | テレビ朝日系列 | 日曜 19:58 - 20:54 | 同時ネット |
| 愛媛県         | 愛媛朝日テレビ（eat）        | テレビ朝日系列 | 日曜 19:58 - 20:54 | 同時ネット |
| 福岡県         | 九州朝日放送（KBC）          | テレビ朝日系列 | 日曜 19:58 - 20:54 | 同時ネット |
| 長崎県         | 長崎文化放送（ncc）          | テレビ朝日系列 | 日曜 19:58 - 20:54 | 同時ネット |
| 熊本県         | 熊本朝日放送（KAB）          | テレビ朝日系列 | 日曜 19:58 - 20:54 | 同時ネット |
| 大分県         | 大分朝日放送（OAB）          | テレビ朝日系列 | 日曜 19:58 - 20:54 | 同時ネット |
| 鹿児島県       | 鹿児島放送（KKB）            | テレビ朝日系列 | 日曜 19:58 - 20:54 | 同時ネット |
| 沖縄県         | 琉球朝日放送（QAB）          | テレビ朝日系列 | 日曜 19:58 - 20:54 | 同時ネット |
| 富山県         | 富山テレビ（BBT）            | フジテレビ系列 | 土曜 13:55 - 14:55 | 遅れネット |
| 島根県・鳥取県 | さんいん中央テレビ（TSK）    | フジテレビ系列 | 土曜 15:55 - 16:50 | 遅れネット |
| 高知県         | 高知放送（RKC）              | 日本テレビ系列 | 日曜 15:00 - 15:55 | 遅れネット |
| 日本全域       | BS朝日                       | BS放送         | 日曜 16:00 - 16:55 | 遅れネット |

- 日本国外の放送局
  - 台湾の國興衛視でも『超級全能住宅改造王』のタイトルで2005年7月から放送されていた（SEASON IIの放映開始は2010年2月から）。
  - 東南アジアの有料テレビ局 Life Inspiredでも「Before and After」のタイトルで放送されていた。
- 過去のネット局
  - 山梨放送（YBS）（日本テレビ系列）
  - 福井放送（FBC）（日本テレビ系列・テレビ朝日系列）
  - 四国放送（JRT）（日本テレビ系列）
  - テレビ宮崎（UMK）（フジテレビ系列・日本テレビ系列・テレビ朝日系列）
- テレビ朝日などでの再放送では、スタジオトークがカットされた再編集版が放送されている。一方、BS朝日ではスタジオトークがカットされない放送となっている（ただし、エンディングを一部加工、リフォーム依頼の宛先が朝日放送本社あてになっている）。2010年5月から、BS朝日でもSEASON IIが再放送されるようになった。朝日放送での再放送はスタジオトークがカットされる場合とされない場合があるが、2011年度以降に土曜日にレギュラーで再放送されている番組ではスタジオトークがカットされていない。
- 朝日放送が阪神主催（主に対巨人戦）のプロ野球中継を関西ローカルで放送する場合、週末午後など後日への臨時枠移動での放送となったが、系列局へは裏送りで先行ネットとしていた。
- 北海道テレビがYOSAKOIソーラン祭り最終日を中継する場合は土曜日午後の遅れネットとなった。

## 放送中止・変更
- レギュラー時代は加藤みどりがフジテレビで放送しているサザエさんが出演している関係で、2〜3時間スペシャルが放送される場合は裏被りを防ぐため、休止となる。
- 東北地方太平洋沖地震（東日本大震災）の関連報道に伴う報道特別番組編成のため、2011年3月13日放送分は放送休止となった。
- 2013年5月19日は通常の放送時間帯にテレビ朝日・北海道テレビが『スーパーベースボール・日本ハム×巨人』（両局の共同制作）を放送したが、本番組は休止とはならず、左記の2局以外では通常通り放送し、テレビ朝日では同年5月25日（土）16:28 - 17:25の『スペシャルサタデー・第3部2』枠で遅れネット、北海道テレビでもテレビ朝日と同日異時に遅れネット[58][59]。
- 「ビフォーアフター大賞2014」は放送予定日の2014年12月14日に急遽、第47回衆議院議員総選挙の開票特番が組まれたため放送枠を確保できず、12月31日（水）に関西ローカルで放送された。
- 2015年9月6日は、当初は通常枠での放送を予定していたが、急遽『U18野球ワールドカップ2015 決勝 日本vsアメリカ』（テレビ朝日制作）の中継が決まったため、休止となった。

## 関連商品

### DVD
2007年12月21日に以下の4枚が同時に発売となった。SEASON Iの各エピソードから1枚あたり3話を収録したもの。スタジオ部分はカットされ、ロケVTRのみでの構成となっており、それぞれ担当した匠へのインタビュー（発言内容などから、インタビュー部分は2007年に収録されたものとみられる）が特典映像となっている。Vol.1と2、Vol.3と4のセットにブックレットが付属したDVD BOXもある。発売元は朝日放送・東宝。
- Vol.1 未来をおびやかす台所編（TDV17362D）
- Vol.2 超狭小住宅編 1（TDV17363D）
- Vol.3 やすらぎが何処にもないお風呂編（TDV17364D）
- Vol.4 超狭小住宅編 2（TDV17365D）

### CD
2枚のサウンドトラックが発売されている。いずれも松谷卓名義で、発売元はエピックレコードジャパン。
- ビフォー・アフター（ESCL-2429、2003年8月6日発売）
テーマ曲「Inscrutable Battle」や、新しい住居を見せるときの「TAKUMI/匠」、VTRの冒頭・エンディングに使用される「出会い」、リフォーム初日の家財道具の運び出しのときの「ルーマニア民俗舞曲」（バルトーク作曲）など12曲を収録したアルバム。
- ビフォー・アフター コンプリート（ESCL-2576、2004年9月23日発売）
SEASON Iの挿入曲全30曲を収録した2枚組アルバム。

### 書籍
放映された内容を元に、以下の書籍が刊行されている。
- 大改造!!劇的ビフォーアフター - リフォームで家族の問題を解決します　ISBN 4-87-465641-2 芸文社刊 2003年7月発行
  - 番組でのリフォームから、18軒の家族を取材。番組では放映されなかった内容を紹介するムック。
- あなたの家のビフォーアフター - 100軒から学ぶリフォーム術　ISBN 4-83-561521-2 ぴあ刊 2005年3月発行
  - リフォーム100軒達成記念で刊行。
- 匠百軒―番組登場の建築家はこんな人　ISBN 4-83-560717-1 ぴあ刊 2005年3月発行
  - 番組で行われたリフォームから約20軒と、匠の紹介、インタビューで構成したムック。

### モバイル
放映された番組を題材にしたソーシャルゲームが提供されている。
- 大改造!!劇的ビフォーアフター - 朝日放送とスマイキーによってフィーチャーフォン版「GREE」にてアプリケーションが提供されている。

### 注記
1. 1 2 3 4  2018年3月（2017年度最終放送日）までは、同年4月1日の認定放送持株会社移行に伴う商号変更並びに分社化前のため、朝日放送（ABC、現・朝日放送グループホールディングス）[1][2][3][4]。
2. ↑  番組ロゴに併記された表記に基づく。なお、日本語のロゴ表記も、正確には「ビフォー」の横棒（音引き）が長い右向き矢印で表記されている（「ビフォ→アフター」）。なお、SEASON IとSEASON IIのロゴデザインは同じだが、色遣いが異なっている。
3. ↑  日曜日16:55 - 17:55（JST）に再放送、過去には、2004年10月から2005年3月までは土曜日の20:00 - 21:00（JST）および月曜日の23:00 - 翌0:00（JST）、2005年4月から2007年9月までは土曜日の 19:00 - 20:00（JST）2007年10月から2008年3月までは木曜日18:30 - 19:30（JST）にそれぞれ放送されていた。2006年3月まではリフォームの資料請求ができる双方向データ放送も行っていた。2009年4月のSEASON II開始後も2010年4月25日まで引き続きSEASON Iの再放送をしていた。
4. ↑  事前の下見しか行われておらず、その後何の音沙汰が無い物件がある。
5. ↑  『シルシルミシルさんデー』（ - 2014年9月）→『オドロキ見たいテレビ びっくりぃむ』（2014年10月 - 2015年3月）→『日本人の3割しか知らないこと くりぃむしちゅーのハナタカ!優越館』（2015年4月 - 2016年9月末）『日曜もアメトーーク』（2016年10月 - ）
6. ↑  2011年3月20日・5月22日放送分では八塚彩美（当時朝日放送アナウンサー）が江口の代わりにアテンダントを担当。

### 似たコンセプトの番組
- 愛の貧乏脱出大作戦 - 1998年4月から2002年9月末まで、テレビ東京系列にてレギュラー放送されていた「商業施設（主に飲食店や旅館）専用ビフォーアフター」とも言えた番組。店舗内装のリフォームだけではなく、調理人の再修業や店内メニュー見直し・新メニュー考案まで番組でサポートし、最終的に経営が傾いていた店の繁盛化を目指すのがテーマだった。
- Pimp My Ride - 視聴者のボロ車を隅々までカスタムするという内容から、時に「ビフォーアフターのクルマ版」と表現される。
- アメリカン・ビンテージ大修復!ビフォー&アフター （American Restoration） - 専門チャンネルの一つ「ヒストリーチャンネル」で放送されているアメリカTV番組。古物再生専用職人の手により、数々の骨董品やお宝品が修復・修理される。
- 感涙!よみがえりマイスター - 2013年から2016年までNHKで放送されたTV番組。先述の「アメリカン・ビンテージ大修復!ビフォー&アフター」と同じく、骨董品やお宝品が修復・修理される。